# Tournoi d'ouverture du championnat du Honduras de football 2019
Navigation
Tournoi précédent Tournoi suivant
Le Tournoi Apertura 2019 est le quarante-quatrième tournoi saisonnier disputé au Honduras.
C'est cependant la 75e fois que le titre de champion du Honduras est remis en jeu.
Cette saison marque le retour à un format utilisé pour la dernière fois lors de la saison 1992-1993. En effet, après une première phase où chaque équipe affronte les neuf autres en aller-retour (une fois à domicile, une fois à l'extérieur), les cinq premières équipes se retrouvent pour une phase finale, baptisée phase pentagonale. Au cours de cette deuxième partie de tournoi, les cinq meilleures équipes s'affrontent en matchs simples et si le vainqueur de ce mini-championnat est le même que celui de la première phase, il est déclaré champion du tournoi. Si deux équipes différentes remportent les deux phases, alors une finale est alors organisée pour déterminer le champion.

## Les dix équipes participantes
Ce tableau présente les dix équipes qualifiées pour disputer le championnat 2019-2020. On y trouve le nom des clubs, le nom des stades dans lesquels ils évoluent ainsi que la capacité et la localisation de ces derniers.
| Équipe             | Stade                               | Capacité | Ville          |
| CD Honduras        | Stade Humberto Micheletti           | 5 500    | El Progreso    |
| Real Sociedad (en) | Stade Francisco Martínez Durón (en) | 3 000    | Tocoa          |
| Lobos UPNFM (en)   | Stade Universidad UPNFM             | 8 000    | Tegucigalpa    |
| CD Marathón        | Stade Yankel Rosenthal              | 15 000   | San Pedro Sula |
| FC Motagua         | Stade Tiburcio Carias Andino        | 35 000   | Tegucigalpa    |
| CD Olimpia         | Stade Tiburcio Carias Andino        | 35 000   | Tegucigalpa    |
| CD Platense        | Stade Excelsior                     | 10 000   | Puerto Cortés  |
| Real de Minas      | Stade Tiburcio Carias Andino        | 35 000   | Tegucigalpa    |
| Real España        | Stade Francisco Morazán             | 20 000   | San Pedro Sula |
| CD Vida            | Stade Nilmo Edwards                 | 25 000   | La Ceiba       |

| \| Marathón Real España Motagua Olimpia UPNFM Real de Minas Vida Platense Honduras Real Sociedad \| Localisation des équipes. |
| Marathón Real España Motagua Olimpia UPNFM Real de Minas Vida Platense Honduras Real Sociedad                                 |

## Compétition
Le tournoi Apertura se déroule de la façon suivante :
- La phase de qualification : les dix-huit journées de championnat.
- La phase pentagonale : les matchs simples en quatre journées.
- L'éventuelle finale : organisée entre le vainqueur de la phase de qualification et celui de la phase pentagonale.

### Phase de qualification
Lors de la phase de qualification les dix équipes affrontent à deux reprises les neuf autres équipes selon un calendrier tiré aléatoirement.
Les deux meilleures équipes sont qualifiées directement pour les demi-finale alors que les quatre suivantes se qualifient pour les quarts de finale.
Le classement est établi sur le barème de points classique (victoire à 3 points, match nul à 1, défaite à 0).
Le départage final se fait selon les critères suivants :
- Le nombre de points.
- La différence de buts générale.
- Le nombre de buts marqués.

| Rang | Équipe               | Pts | J  | G  | N | P  | Bp | Bc | Diff |
| ---- | -------------------- | --- | -- | -- | - | -- | -- | -- | ---- |
| 1    | CD Olimpia           | 44  | 18 | 14 | 2 | 2  | 37 | 12 | +25  |
| 2    | CD Marathón          | 40  | 18 | 12 | 4 | 2  | 39 | 17 | +22  |
| 3    | FC Motagua T         | 31  | 18 | 9  | 4 | 5  | 26 | 21 | +5   |
| 4    | Lobos UPNFM (en)     | 26  | 18 | 7  | 5 | 6  | 24 | 23 | +1   |
| 5    | CD Vida              | 25  | 18 | 7  | 4 | 7  | 24 | 24 | 0    |
| 6    | Real de Minas        | 23  | 18 | 7  | 2 | 9  | 25 | 29 | -4   |
| 7    | Real España          | 22  | 18 | 5  | 7 | 6  | 26 | 25 | +1   |
| 8    | CD Platense          | 21  | 18 | 6  | 3 | 9  | 28 | 36 | -8   |
| 9    | Real Sociedad (en) P | 10  | 18 | 2  | 4 | 12 | 12 | 30 | -18  |
| 10   | CD Honduras          | 10  | 18 | 3  | 1 | 14 | 12 | 36 | -24  |

| Légende : Qualifications et relégations | Légende : Qualifications et relégations          |
| --------------------------------------- | ------------------------------------------------ |
|                                         | Qualifié pour la finale et la phase pentagonale  |
|                                         | Qualifié pour la phase pentagonale               |
|                                         | T Tenant du titre P Promu de la saison 2018-2019 |

| Résultats (▼dom., ►ext.)                                   | Hon | Mar | Mot | Oli | Pla | RdM | ReE | RSo | Lob | Vid |
| CD Honduras                                                |     | 1-3 | 0-1 | 0-4 | 1-2 | 1-0 | 1-1 | 0-1 | 0-1 | 2-3 |
| CD Marathón                                                | 4-1 |     | 2-1 | 1-1 | 3-2 | 2-0 | 3-1 | 0-0 | 4-4 | 0-0 |
| FC Motagua                                                 | 2-1 | 1-0 |     | 1-2 | 2-1 | 1-1 | 1-1 | 2-1 | 3-1 | 3-1 |
| CD Olimpia                                                 | 4-0 | 1-0 | 2-0 |     | 1-2 | 5-1 | 1-1 | 2-0 | 1-0 | 1-0 |
| CD Platense                                                | 0-1 | 0-4 | 2-3 | 2-1 |     | 0-4 | 4-2 | 1-1 | 1-1 | 3-0 |
| Real de Minas                                              | 1-0 | 0-1 | 4-4 | 1-2 | 3-1 |     | 1-2 | 2-1 | 3-2 | 1-0 |
| Real España                                                | 3-0 | 2-5 | 1-0 | 0-2 | 2-2 | 5-1 |     | 3-0 | 1-2 | 0-2 |
| Real Sociedad (en)                                         | 0-1 | 2-5 | 0-0 | 1-2 | 3-1 | 0-2 | 0-0 |     | 0-2 | 1-3 |
| Lobos UPNFM (en)                                           | 3-2 | 0-1 | 0-1 | 0-2 | 1-0 | 1-0 | 1-1 | 2-0 |     | 2-2 |
| CD Vida                                                    | 3-0 | 0-2 | 1-0 | 2-3 | 3-4 | 1-0 | 0-0 | 2-1 | 1-1 |     |
| - Victoire à domicile - Match nul - Victoire à l'extérieur |     |     |     |     |     |     |     |     |     |     |

### La phase pentagonale
Les cinq premières équipes se retrouvent pour une phase finale, baptisée phase pentagonale. Au cours de cette deuxième partie de tournoi, les cinq meilleures équipes s'affrontent en matchs simples et si le vainqueur de ce mini-championnat est le même que celui de la première phase, il est déclaré champion du tournoi.
Le classement est établi sur le barème de points classique (victoire à 3 points, match nul à 1, défaite à 0).
Le départage final se fait selon les critères suivants :
- Le nombre de points.
- La différence de buts générale.
- Le nombre de buts marqués.

| Rang | Équipe           | Pts | J | G | N | P | Bp | Bc | Diff |  | Résultats (▼ dom., ► ext.) | Oli | Mot | Vid | Lob | Mar |
| ---- | ---------------- | --- | - | - | - | - | -- | -- | ---- |  | -------------------------- | --- | --- | --- | --- | --- |
| 1    | CD Olimpia       | 9   | 4 | 3 | 0 | 1 | 10 | 2  | +8   |  | CD Olimpia                 |     | 2-0 |     |     | 4-0 |
| 2    | FC Motagua       | 9   | 4 | 3 | 0 | 1 | 10 | 5  | +5   |  | FC Motagua                 |     |     | 5-2 | 3-0 |     |
| 3    | CD Vida          | 4   | 4 | 1 | 1 | 2 | 7  | 11 | -4   |  | CD Vida                    | 2-1 |     |     | 1-3 |     |
| 4    | Lobos UPNFM (en) | 4   | 4 | 1 | 1 | 2 | 5  | 9  | -4   |  | Lobos UPNFM (en)           | 0-3 |     |     |     | 2-2 |
| 5    | CD Marathón      | 2   | 4 | 0 | 2 | 2 | 5  | 10 | -5   |  | CD Marathón                |     | 1-2 | 2-2 |     |     |

| Vainqueur du Tournoi Apertura 2019 CD Olimpia 31e titre |

## Statistiques

### Buteurs
| Rang | Nom              | Équipe           | Buts |
| 1    | Juan Ramón Mejía | FC Motagua       | 17   |
| 2    | Franco Gülty     | Lobos UPNFM (en) | 14   |
| 3    | Jorge Benguché   | CD Olimpia       | 12   |

## Bilan du tournoi
| Tournoi d'ouverture du championnat de football du Honduras 2019 |                        |
| Champion                                                        | CD Olimpia (31e titre) |
| Qualifications continentales                                    |                        |